# Wasserwerk Dohne
Das Wasserwerk Dohne war ein Wasserwerk in Mülheim an der Ruhr. Es wurde 1875 von der Stadt Mülheim gegründet. Es wurde wirtschaftlicher, als es ab 1880 auch die Gutehoffnungshütte belieferte. 1912 ging es an die Rheinisch-Westfälische Wasserwerksgesellschaft über. Die Stromversorgung erfolgte über das Laufwasserkraftwerk Kahlenberg. 
Das alte Werk wurde 1970 abgerissen und durch einen Neubau ersetzt.
In den 1970er Jahren diente die Anlage als Pilotprojekt für das sogenannte Mülheimer Verfahren zur Wasseraufbereitung. Die Aufbereitung durch wurde durch die die chemisch-biologische Aufbereitung mit Ozon, Sand-, Kies- und Aktivkohlefiltern ersetzt, danach durchlief das Wasser im Trinkwasserschutzgebiet auf der anderen Ruhrseite eine mehrtägige Bodenpassage. 
2020 wurden ein Wettbewerb abgeschlossen über Entwürfe für die Nachnutzung des Geländes des Wasserwerks am Schleusenkanal, den das Architekturbüro Rotterdam Dakowski gewann.